# Nicolás Guillén
Pour les articles homonymes, voir Guillén.
Nicolás Cristóbal Guillén Batista  (Camagüey, 10 juillet 1902 - La Havane, 16 juillet 1989) est un journaliste, poète et homme politique cubain, considéré pour son travail comme le poète national de Cuba. Ses idées révolutionnaires le maintinrent en exil pendant les dernières années de la dictature de Batista, retournant dans l'île en 1959 et fait partie des fondateurs de l'Union des écrivains et artistes de Cuba. Critique de l'injustice et de l'impérialisme, cela ne l'empêche pas d'être touché par les préoccupations néo-romantiques et métaphysiques qui dominaient également la littérature de cette époque, puisque l'amour et la mort sont aussi des thèmes fondamentaux de sa poésie. Avec Tengo (1964) il exprime sa joie de Cuba révolutionnaire, et Poemas de amor (1964) , El gran zoo (1967), La rueda dentada (1972), El diario que a diario (1972).

## Biographie
Métis issu de la petite bourgeoisie noire, Christopher Nicholas Guillén Batista est le fils  d'un imprimeur et un homme politique libéral qui fut sénateur de sa province de 1909 à 1913.
Après son bac en 1920 il fait des études de droit, et devient avocat, puis journaliste.
En 1937, il quitte Cuba, puis il s'engage auprès des Républicains espagnols, durant la Guerre d'Espagne.
Après le coup d'État de Batista, en 1952 il s'exile à Paris, puis après la victoire de Fidel Castro, il revient à Cuba et devient membre du Parti communiste de Cuba. Il a été proclamé « poète national » en 1961.
Il obtient en 1954 le Prix Staline pour la Paix, devenu en 1956  le Prix Lénine pour la paix  et l'International Botev Prize en 1976.

## Œuvre
Sa poésie parle du métissage culturel, du respect de l'autre, du refus de l'injustice, de l'impérialisme et de la colonisation. On lui reconnaît généralement d'avoir inventé, sous l'influence de la négritude francophone et de la Harlem Renaissance new yorkaise, une poésie d'inspiration africaine et antillaise du nom de « négrisme » (en espagnol : « negrismo (es) »). Cela est tout particulièrement sensible dans ses premiers recueils de 1930 et 1931, Motivos de Son et Songoro Cosongo. Mais les thématiques africaines sont loin de résumer toute son œuvre, qui est plus généralement tournée vers la question de l'identité cubaine, l'engagement aux côtés des régimes communistes et le rejet de l'impérialisme des États-Unis. Guillén est considéré comme l'un des plus importants poètes cubains du XXe siècle.

## Poèmes mis en musique
Plusieurs de ses poèmes ont été mis en musique par le chanteur Paco Ibáñez, en particulier Soldadito Boliviano, un poème sur la mort de Che Guevara. La chanson eut un énorme succès en 1969 auprès des jeunes,[réf. nécessaire].
Il est aussi l'auteur du poème La muralla, mis en musique par les Quilapayún.
3 poèmes, traduits en russe, ont été mis en musique (baryton et piano) par Wladimir Iwanowitsch Zytowitsch.

## Décorations
- Ordre de José Martí
- Prix Lénine pour la paix, Moscou, 1954